# Handballclub Fivers Margareten
Le Handballclub Fivers Margareten est un club de handball situé à Margareten, cinquième arrondissement de Vienne en Autriche.

## Historique
Le WAT Margareten est fondé en 1919 par la fusion de quatre associations viennoises dont la Allgemeinen Turnverein Wien fondée en 1894. Interdit dans les années 1930 par les austrofascistes puis par les nazis, le WAT Margareten réapparaît après la seconde Guerre mondiale.
Promu en championnat d'Autriche pour la première fois de son histoire en 1982, le club évolue depuis sans discontinuer dans l'élite nationale. Troisième du championnat en 1984, il se qualifie pour sa première compétition européenne, la Coupe de l'IHF 1984-1985, où il atteint les demi-finales et s'incline face au HC Minaur Baia Mare, futur vainqueur.
Les Viennois remportent leur premier titre national en 1999 : une semaine après avoir perdu le championnat face au HSG Bärnbach/Köflach, ils remportent la Coupe d'Autriche face au HC Bruck.
En 2003, le club s'installe à la Sporthalle Margareten qui vient d'ouvrir — il y évolue encore en 2021 — et prend le nom de Fivers (de l'anglais five, cinq), en référence au numéro d'arrondissement. Il s'impose alors comme le principal challenger du Bregenz Handball d'abord puis du HC Hard ensuite. Les Fivers sont l'équipe qui a participé le plus souvent à la série finale du championnat depuis son introduction en 2002. Toutefois, au contraire de leurs deux rivaux, ils ne parviennent pas à remporter plusieurs championnats de rang mais s'imposent tout de même à trois reprises. Les Fivers brillent surtout en Coupe : vainqueurs pour la cinquième fois en 2015, ils détiennent dès lors seuls le record de titres dans la compétition et l'ont porté à huit en 2021, soit le double de leurs poursuivants.

## Palmarès
Compétitions nationales
- Championnat d'Autriche (3) : 2011, 2016 et 2018.
  - Deuxième en 1999, 2005, 2006, 2007, 2008, 2010, 2013, 2014, 2017 et 2021.
- Coupe d'Autriche (8) : 1999, 2009, 2012, 2013, 2015, 2016, 2017 et 2021.
  - Finaliste en 2006, 2010 et 2014.
- Supercoupe d'Autriche (4) : 2013, 2014, 2015 et 2020.

Compétitions internationales
- demi-finaliste de la Coupe de l'IHF en 1985

## Personnalités liées au club
- Martin Abadir (de) : joueur de 2001 à 2013
- Thomas Bauer : joueur de 2003 à 2009
- Nikola Bilyk : joueur de 2012 à 2016
- Peter Eckl (de) : joueur de 1987 à 1994, entraîneur-adjoint et entraîneur depuis 2010
- Anatoli Evtouchenko : entraîneur à la fin des années 1990 puis responsable des filières jeunes
- Michael Gangl : joueur de 1994 à 2010
- Erwin Lanc : joueur de 1947 à 1980
- Ivan Martinović : joueur de 2015 à 2018
- Vytautas Žiūra : joueur de 2003 à 2009, 2010 à 2020

## Galerie

Les joueurs fêtent la victoire en Coupe d'Autriche
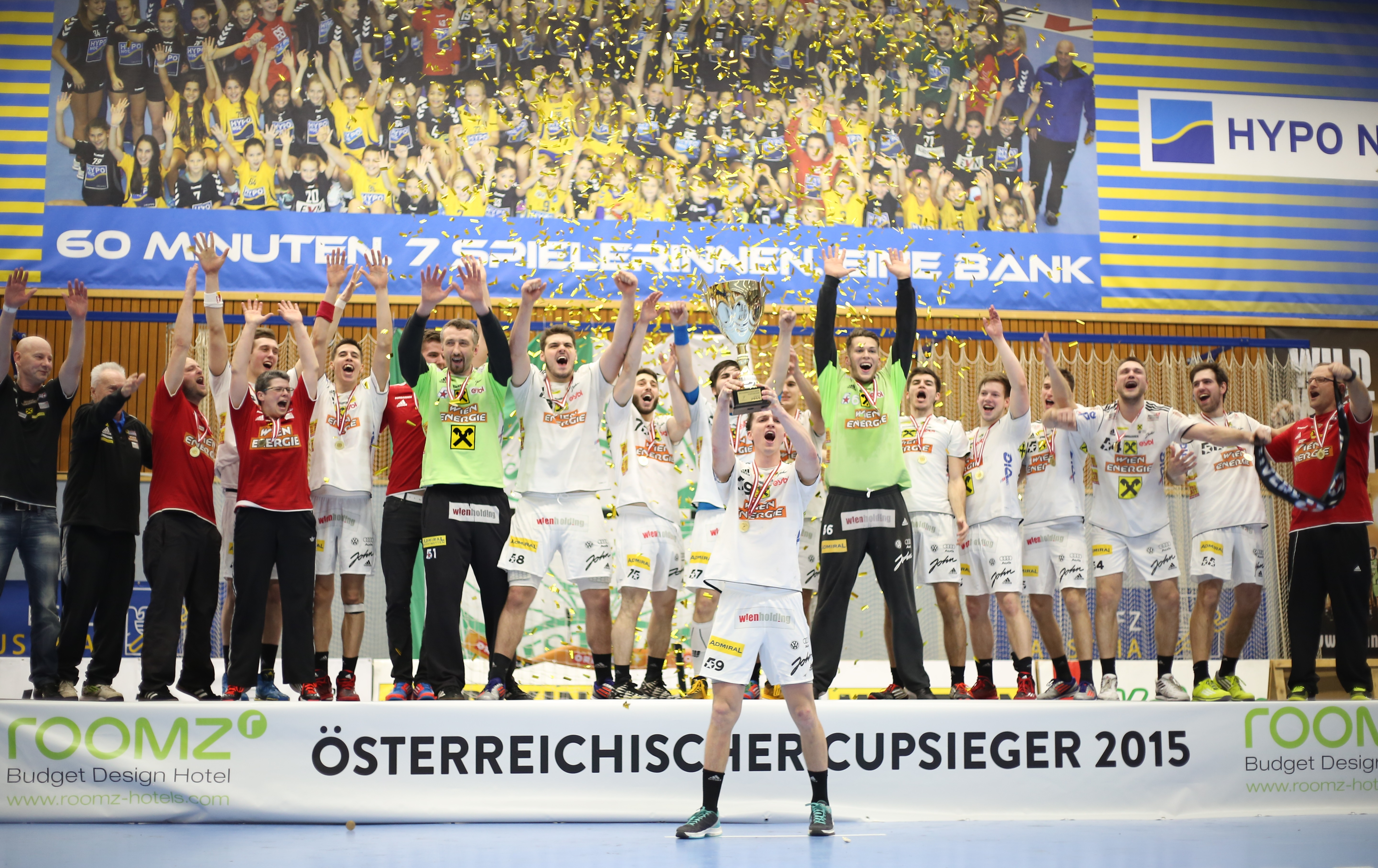
En 2015.
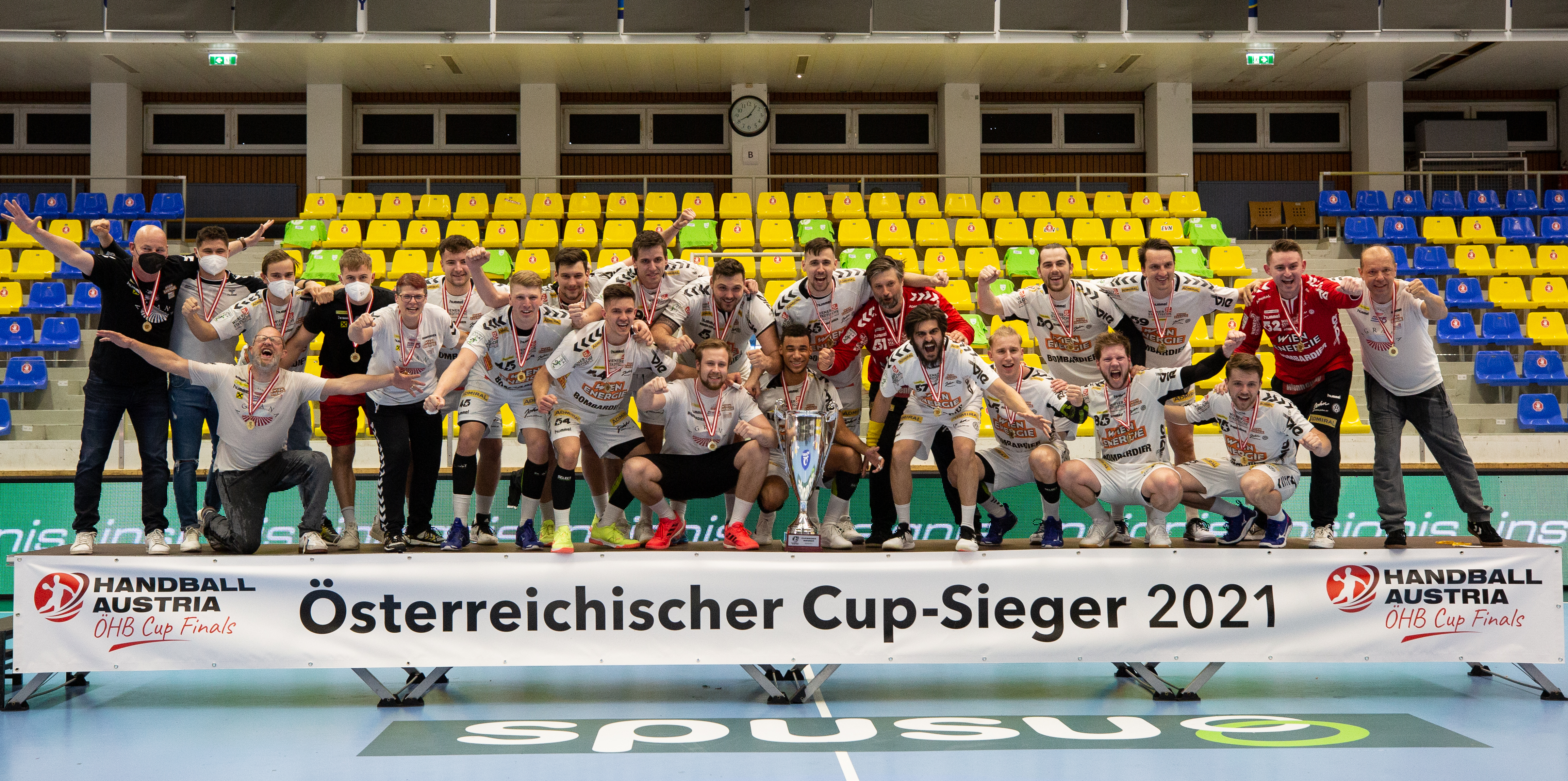
En 2021.